# Agdistopis
Agdistopis is een geslacht van vlinders uit de familie Macropiratidae. De wetenschappelijke naam van het geslacht is voor het eerst geldig gepubliceerd door George Francis Hampson in 1917.

## Soorten
Het geslacht omvat de volgende soorten:
- A. griveaudi Gibeaux, 1994
- A. halieutica (Meyrick, 1932)
- A. sinhala Fletcher, 1909